# Henri Albers
Johan Hendrik (Henri) Albers (Amsterdam, 1 februari 1866 – Parijs, 12 september 1926) was een Nederlands acteur en zanger. Zijn stembereik was bariton. Zijn stem is vastgelegd door enige plaatopnamen.

## Biografie
Albers werd geboren binnen het gezin van timmerman Pieter Liekele Albers en Carolina Maria Hendrika Schalkhauser aan de Noorderstraat. Hijzelf huwde in 1887 de zangeres Marguérite Jahn. Haar eigenlijke naam was Margaretha Jahn (Den Haag, 15 juni 1863 - Saint Ouen, augustus 1950), opgegroeid in het gezin van muzikant Louis Adolphe Jahn en toneelspeelster Margaretha Dassie. Zij was (eerste) zangeres van de Parkschouwburg.
Albers was sinds 1900 Officier de l’instruction publique. In 1911 is een portret van hem geschilderd door Salomon Garf ter gelegeneid van zijn 25-jarig jubileum. In 1926 werd hij benoemd tot ridder in de Kroonorde van België. Hij werd begraven op Cimetière Parisien in Saint Ouen.
Het zag er in eerste instantie niet naar uit dat hij de toneel/muziekwereld zou binnenstappen. De familie zag er niets in. Hij werd eerst klerk bij de consul-generaal van Frankrijk (daar leerde hij Frans) en later werkte hij nog bij distilleerderij Lucas Bols aan de Rozengracht. Acteur Bertus Smith, wonende aan die Rozengracht wees hem op het acteurschap. Albers nam enige toneellessen bij Maria Kleine-Gartman en kon vervolgens spelen in de Salon des Variétés aan de Amstelstraat in Amsterdam. Zijn familie wilde hem niet meer zien en hij ging op kamers wonen.
Hij bleek over een fluwelen stem te beschikken, zodat men hem ook inzette in zangersrollen. Zijn debuut vond plaats in Delft op een kermis, waar hij meespeelde in De dochter van den admiraal. Zijn tegenspeelster was Marie van Westerhoven. Dat viel J.G. De Groot op, die een operette/operagezelschap aanvoerde. Albers kon daardoor op 15 mei 1886 een rol spelen in Le canard à trois becs van Emile Jonas. Het gezelschap ging verder onder de naam Hollandsche Opera en Albers zong mee in Faust van Charles Gounod in de Parkschouwburg. Hij maakte toen kennis met Marguérite Jahn, dochter van de leider van de Fransche Opera in Den Haag. Hij kreeg zanglessen van haar. Ze stonden een aantal keren samen op het podium.
Jules Massenet was bij een van de voorstellingen aanwezig en haalde hem over om in Parijs te gaan zingen. Hij moest nog wel zijn stem bijspijkeren en ging in de leer bij Jean-Baptiste Faure in Parijs en later ook bij Enrico Bevignani in Milaan. Albers kon aan de slag bij de Fransche Opera in Antwerpen, waar hij van 1891 tot 1894 werkte. Vervolgens kon hij gaan werken bij de opera van Bordeaux. Hij maakte ook zijn eerste uitstap naar Covent Garden in Londen. In 1897 kwam er een Amerikaanse tournee, waarbij hij zong in San Francisco en New Orleans, waarbij ook Mexico werd aangedaan. Op 29 november 1898 zong hij de rol van Wolfram in Tannhäuser van Richard Wagner in de Metropolitan Opera in New York. Verdere concerten in de Verenigde Staten volgden.
Albert Carré haalde hem terug naar Parijs om in de Opéra Comique te komen zingen. Hij zou er tot aan zijn dood blijven, maar kon zo nu en dan uitstapjes maken naar andere theaters. Zo was hij regelmatig te zien en te horen in de Koninklijke Muntschouwburg in Brussel. Hij had daar voornamelijk succes in Le roi Arthus van Ernest Chausson. Ook zong hij toen in Barcelona (Gran Teatro del Liceo) en Milaan (Teatro alla Scala).
Hij zong zelden nog in Nederland, deels door een ruzie in 1899. Hij zou in Amsterdam zingen, maar het orkest was in staking gegaan. Hij had die concerten geaccepteerd door een aanbieding van Monte Carlo te laten lopen. In 1899 stond zijn foto op het Amerikaanse blad Musical America. In 1903 was hij wel te horen in Den Haag (Hamlet van Ambroise Thomas) en pas in 1910 weer in Amsterdam.
Tijdens de Eerste Wereldoorlog raakte zijn loopbaan enigszins in het slop. Nederland, dat neutraal bleef, kreeg het verwijt pro-Duitsland te zijn en Albers “moffisch”. Hij liet zich daarop naturaliseren tot Fransman en bleef nog actief in België en Frankrijk. In het voorjaar van 1926 werd hij in Antwerpen gehuldigd vanwege zijn 40-jarig artiestenjubileum. In september van dat jaar werd hij ondanks een ijzeren gestel plotseling ziek. Hij stierf na een kort ziekbed, waarschijnlijk aan een verwaarloosde voedselvergiftiging.
Van zijn hand verscheen een verhaal Hoe ik zanger werd in het gedenkboek bij het 40-jarig bestaan van maatschappij Apollo (1889).
- Bibliothèque nationale de France: cb14037592w (data)
- Biografisch Portaal: 03490219
- Gemeinsame Normdatei: 130643815
- International Standard Name Identifier: 0000 0000 5518 2762
- Library of Congress Control Number: n82153303
- MusicBrainz: f2d1469d-5425-4bca-bd52-39e2ffbae381
- SNAC: w6rb7h56
- Système universitaire de documentation: 260903728
- Virtual International Authority File: 51890050
- WorldCat: E39PBJwRRb87PTBh3h69Hh78md